# Lista de estadísticas mundiales de sostenibilidad

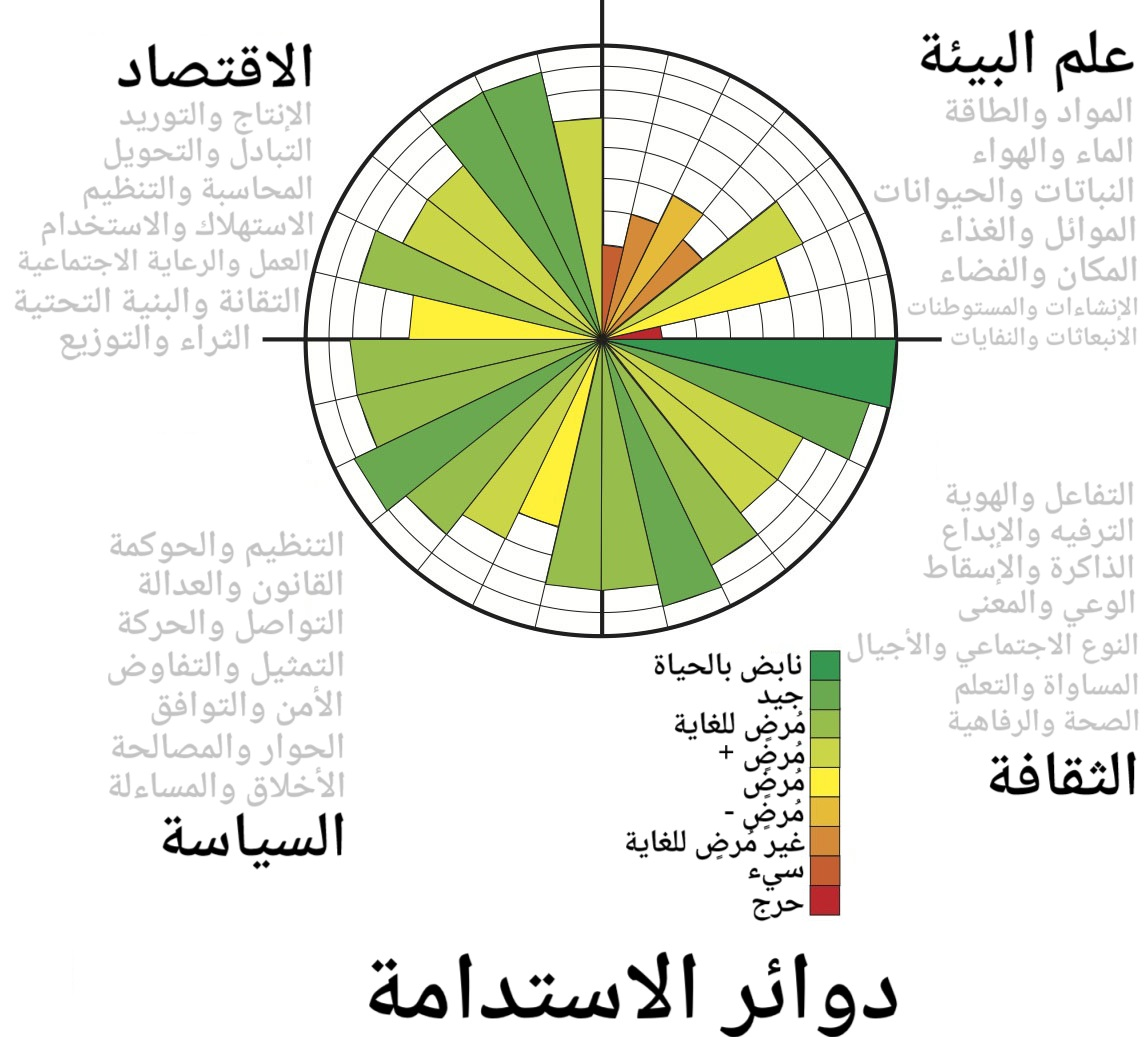
Círculos de sostenibilidad

Las estadísticas mundiales de sostenibilidad son referencias para hacerse una idea del estado de los parámetros de sostenibilidad y su evolución. Los siguientes organismos proporcionan datos en este sentido. Pueden darse casos en que el objetivo principal de la estadística no sea monitorizar la sostenibilidad, y que sin embargo resulte útil para esta finalidad.
Esta lista proporciona fuentes de estadísticas únicamente a escala mundial.
- Listas generales
  - Meadows, D.H., Randers, J. & Meadows, D.L. 2004. Los límites del crecimiento. Chelsea Green Publishing Company, White River Junction, USA.
  - The World Factbook (Almanaque mundial de la Agencia Central de Inteligencia norteamericana)
  - Sistema mundial de datos[1] del Consejo Científico Mundial
  - Indicadores medioambientales de las Naciones Unidas[2]
    - Biodiversidad
    - Agua (recursos hídricos, compañías de suministro de agua, aguas residuales)
    - Contaminación del aire (dióxido de azufre, SO2, y óxidos de nitrógeno, NOx)
    - Cambio climático (emisiones de gases de efecto invernadero; por sector —absolutas y porcentaje—; emisiones de dióxido de carbono, CO2; emisiones de metano, CH4, y óxido nitroso, N2O)
    - Bosques
    - Áreas costeras y marinas
    - Gobernanza
    - Desastres naturales
    - Residuos

  - Comisión Europea (Eurostat)
- Biodiversidad
  - Groombridge, B & Jenkins, M.D. 2002. Atlas mundial de biodiversdad. Centro de Monitorización de la Conservación del Programa Medioambiental de las Naciones Unidas (UNEP por sus siglas en inglés)
- Clima
  - Datos[3] del Grupo Intergubernamental de Expertos sobre el Cambio Climático
  - Partes por millón de dióxido de carbono en la atmósfera medidos por el observatorio de Mauna Loa, Hawái[4]
- Energía
  - Revisión estadística de la energía mundial por el Instituto de la Energía[5] (anteriormente BP Statistical Review of World Energy)
  - Agencia Internacional de la Energía. Estadísticas energéticas mundiales clave.
  - División de Estadísticas de las Naciones Unidas
- Pesquerías
  - Organización de las Naciones Unidas para la Alimentación y la Agricultura (FAO)
- Bosques
  - FAO
- Abonos
  - Estadísticas de la Asociación Internacional de Fertilizantes (IFASTAT)[6]
- Alimentación y agricultura
  - Organización de las Naciones Unidas para la Alimentación y la Agricultura. FAOSTAT
- Población
  - Departamento de Asuntos Económicos y Sociales de las Naciones Unidas
  - UNdata
  - Revisión de la población mundial[7]
  - Datos de población mundial del Banco Mundial[8]
- Agua
  - Instituto Internacional de Gestión del Agua
  - Programa de las Naciones Unidas para el Medio Ambiente
  - Centro mundial de datos de escorrentía[9] de la Organización Meteorológica Mundial